# Atomo idrogenoide
In meccanica quantistica un atomo idrogenoide è un atomo  costituito da un nucleo con Z protoni ed N = (A - Z) neutroni e da Z elettroni orbitali, di cui solo uno nel guscio più esterno. 